# Crônica de Monemvasia
A Crônica de Monemvasia (português brasileiro) ou Crónica de Monemvasia (português europeu) (em grego: Το χρονικόν της Μονεμβασίας; raramente conhecida como Crônica do Peloponeso) é um texto medieval do qual existem quatro versões, todas escritas em grego medieval. O autor (ou autores) do registro é atualmente desconhecido. A crônica, especialmente a versão do mosteiro de Iviron, narra os eventos que retratam a conquista e colonização ávaro-eslava da Grécia continental, cobrindo o período de 587 a 805.

## Versões
O primeiro manuscrito da crônica foi publicado em 1749 por Joseph Pasinus (ou Giuseppe Passini) e seus colegas, Rivautella e Berta, na Biblioteca Real de Turim. O texto foi reeditado em 1884 por Spíridon Lámbros junto com duas outras versões, uma pertencente ao mosteiro de Iviron e a outra ao Mosteiro Cutlumusiu, no monte Atos. Correções menores foram feitas em todas as três versões da crônica por N. A. Bees que republicou os textos em 1909. Três anos depois (1912), uma quarta versão foi publicada por Lámbros que descobriu outro texto no Collegio Greco em Roma.
Atualmente não há um consenso entre os estudiosos modernos quanto a ordem cronológica dos quatro manuscritos da crônica. Lámbros argumentou que o texto descoberto no mosteiro de Iviron é a versão mais antiga. N. A. Bees, contudo, discorda de Lámbros e considera este manuscrito como mais recente do que aqueles encontrados em Turim e Cutlumusiu. Mas, apesar da falta de consenso, estudos recentes mostram que o texto de Iviron seria a versão mais recente da crônica, pois utiliza o sistema de datação bizantino, enquanto os textos de Turim e Cutlumusiu usam o velho sistema de datação alexandrino.

## Autoria e data de composição
O autor (ou autores) da Crônica de Monemvasia é desconhecido. Uma hipótese de J. Koder afirma que Aretas de Cesareia foi responsável por compilar o texto. Contudo, o argumento de Koder foi rejeitado por I. Dujčev com base na alusão da crônica à Nicéforo II Focas (r. 963–969), que viveu depois de Aretas. O que em última análise é sabido sobre o autor(es) é a ignorância dele/deles para com a geografia dos Bálcãs fora do Peloponeso apesar de basear/basearem sua descrição dos ataques ávaros na descrição de Procópio dos ataques hunos.
Estudiosos também são divergentes em seus pontos de vista sobre as datas exatas das composições dos quatro manuscritos da crônica. Paul Lemerle argumenta que o texto original foi escrito em 932, quando foi usado no escólio de Aretas. Contudo, Spíridon Lámbros acredita que o texto de Iviron foi composto entre 806 e 1083, enquanto os textos de Turim e Cutlumusiu foram escritos em algum momento durante o final do século XIII. N. A. Bees contesta a apreciação de Lámbros e acredita que a crônica inteira foi desenvolvida entre 1340 e o século XVI. S. Kougeas data a composição do texto para após o reinado do imperador Nicéforo II Focas (r. 963–969), enquanto Michael Whitby afirma que a crônica foi composta pela primeira vez no Peloponeso ca. 1000. I. Dujčev data a crônica entre 963-1018, e Florin Curta data a escrita do texto, quer no final do século X ou começo do XI.

## Narrativa
De acordo com o manuscrito de Iviron da crônica, os ávaros/eslavos conquistaram a Tessália, Epiro, Ática e a ilha da Eubeia. Como resultado, muitos gregos retiraram-se para outras regiões: os habitantes de Patras fugiram para Régio, na Calábria, os argivos para a ilha de Orobe, os coríntios para Egina, e os  lacônios para a Sicília. A cidade de Monemvasia, especialmente, foi construída neste momento, em uma região inacessível do Peloponeso por grupos que mais tarde seriam conhecidos coletivamente como tsacônios. Devido ao terreno mais acidentado do Peloponeso oriental, as áreas de Corinto e cabo Maleas permaneceram sob controle romano (gregos bizantinos). Um dos governantes do Peloponeso, um nativo da Armênia Menor, entrou em conflito com algumas tribos eslavas e aniquilou-as com sucesso. Esse membro de nome desconhecido da família Esclero ajudou abrir caminho para os gregos nativos reclamarem suas terras. Ao ouvir estes eventos, o imperador Nicéforo I, o Logóteta (r. 802–811) contribuiu para a revitalização das cidades, reconstruindo igrejas e cristianizando os bárbaros.

## Trabalhos derivados
A maior parte da narrativa da crônica é derivada dos escritos de Evágrio Escolástico, Teófanes, o Confessor, Menandro Protetor e Teofilacto Simocata. O autor(es) da crônica, contudo, usou/usaram outras fontes de modo a escrever sobre os ávaros e eslavos estabelecendo o domínio deles sobre o Peloponeso por 218 anos. Este texto desconhecido pode ter sido uma falsificação de origem eclesiástica usado por ou em nome do bispo de Patras. Apesar da fonte ser desconhecida, foi usada tanto no escólio de Aretas como em uma carta do patriarca Nicolau III (1084–1111) para o imperador Aleixo I Comneno (r. 1018–1081).

## Fiabilidade
A validade histórica da crônica de Monemvasia é um assunto ainda em disputa acadêmica. Peter Charanis, por exemplo, descreve a crônica como "absolutamente confiável". Kenneth Setton, contudo, discorda de Charanis e argumenta que a crônica é uma "mistura de um pouco de fato com um pouco de ficção". Stílpon Kyriakídes considera que a crônica contêm um viés eclesiástico e que a conquista da Grécia pelos ávaros/eslavos é um mito. Apesar de sua narrativa atraente, a crônica não é uma crônica de fato. O texto representa uma compilação de fontes envolvendo ávaros e eslavos e centra-se na fundação da sé metropolitana de Patras. É possível que a crônica foi, na verdade, usada em negociações com o metropolitano de Corinto sobre o estatuto do metropolitano de Patras.
Há uma série de erros e exageros na crônica. Por exemplo, a cidade de Monemvasia não foi construída após os bárbaros invadirem a Grécia. Na realidade, a cidade foi construída aproximadamente quatro ou cinco anos (ca.  582–583) antes do advento dos ávaros e eslavos. Outro exemplo envolve a migração dos coríntios para a ilha de Egina, no golfo Sarônico, que é desmentido por uma correspondência (fevereiro de 591) entre o Gregório, o Grande (590–604) e o arcebispo Anastácio de Corinto. Quanto à reconstrução das igrejas no Peloponeso, não há registro arquitetônico substancial que corrobora este evento particular mencionado na crônica. Do ponto de vista arqueológico, a crônica de Monemvasia exagera o impacto das invasões ávaro-eslavas da Grécia. Em Metana, não há evidência de perturbação generalizada dos padrões de assentamento (é o mesmo caso de outras partes do Peloponeso). A ilha de Citera, por outro lado, foi abandonada junto com outros sítios costeiros devido a ataques conduzidos por uma ou mais frotas eslavas.